# Federacja Arabska
Arabska Federacja Iraku i Jordanii (ar. الاتحاد العربي) – krótkotrwała federacja Jordanii i Iraku, istniejąca w 1958 roku.
Federacja utworzona została 14 lutego 1958 roku jako unia królestw haszymidzkich, mająca być przeciwwagą dla utworzonej dwa tygodnie wcześniej z połączenia Egiptu i Syrii Zjednoczonej Republiki Arabskiej. Głową federacji został król Iraku Fajsal II. 
Zacieśnienie federacji uniemożliwił przewrót wojskowy w Iraku 14 lipca, w wyniku którego obalono monarchię i proklamowano republikę. Oficjalnie rozwiązano ją 2 sierpnia 1958 roku.